# Молодёжное муниципальное образование (Иркутская область)
Молодёжное муниципальное образование — сельское поселение в составе Иркутского района Иркутской области России.
Административный центр — посёлок Молодёжный.

## Границы
Согласно закону «О статусе и границах муниципальных образований Иркутского района Иркутской области»

«…За начальную точку границы муниципального образования принят северный угол квартала 131 Иркутского лесхоза Пригородного лесничества; далее граница проходит в южном направлении вдоль западных границ кварталы 131,137 на расстоянии 2,55 км до северной оконечности залива; далее граница проходит в юго-западном направлении по центральной части залива на расстоянии 3,8 км до фарватера Иркутского водохранилища; далее граница под прямым углом поворачивает на северо-запад и проходит на расстоянии 3,4 км до водной границы г. Иркутска, затем поворачивает на северо-восток к левому берегу. С берега граница проходит в северном направлении на окраину ул. Байкальская г. Иркутска, описывая зигзаг, делает прирезку городским площадям 105 га и 65 га; далее граница идет в продолжении ул. Байкальская г. Иркутска строго на восток в начальную точку на расстоянии 4 км.».

## Населённые пункты
В состав муниципального образования входят 2 населённых пункта:
- посёлок Молодёжный;
- посёлок Новая Разводная.